# Kastell Pöchlarn

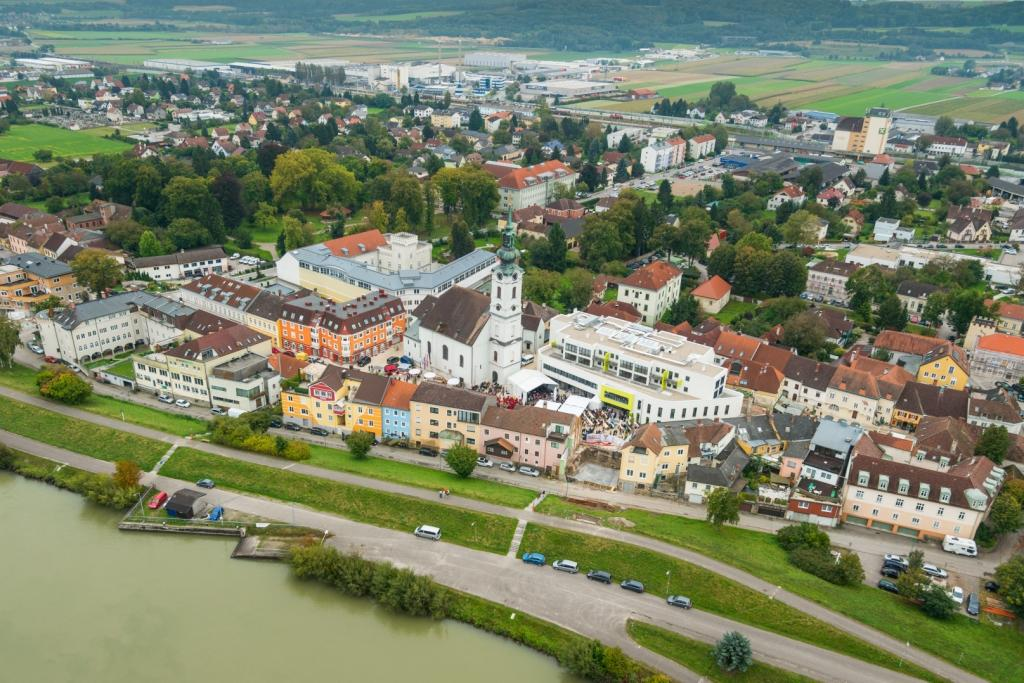
Pöchlarn, Blick auf das Kastellgelände

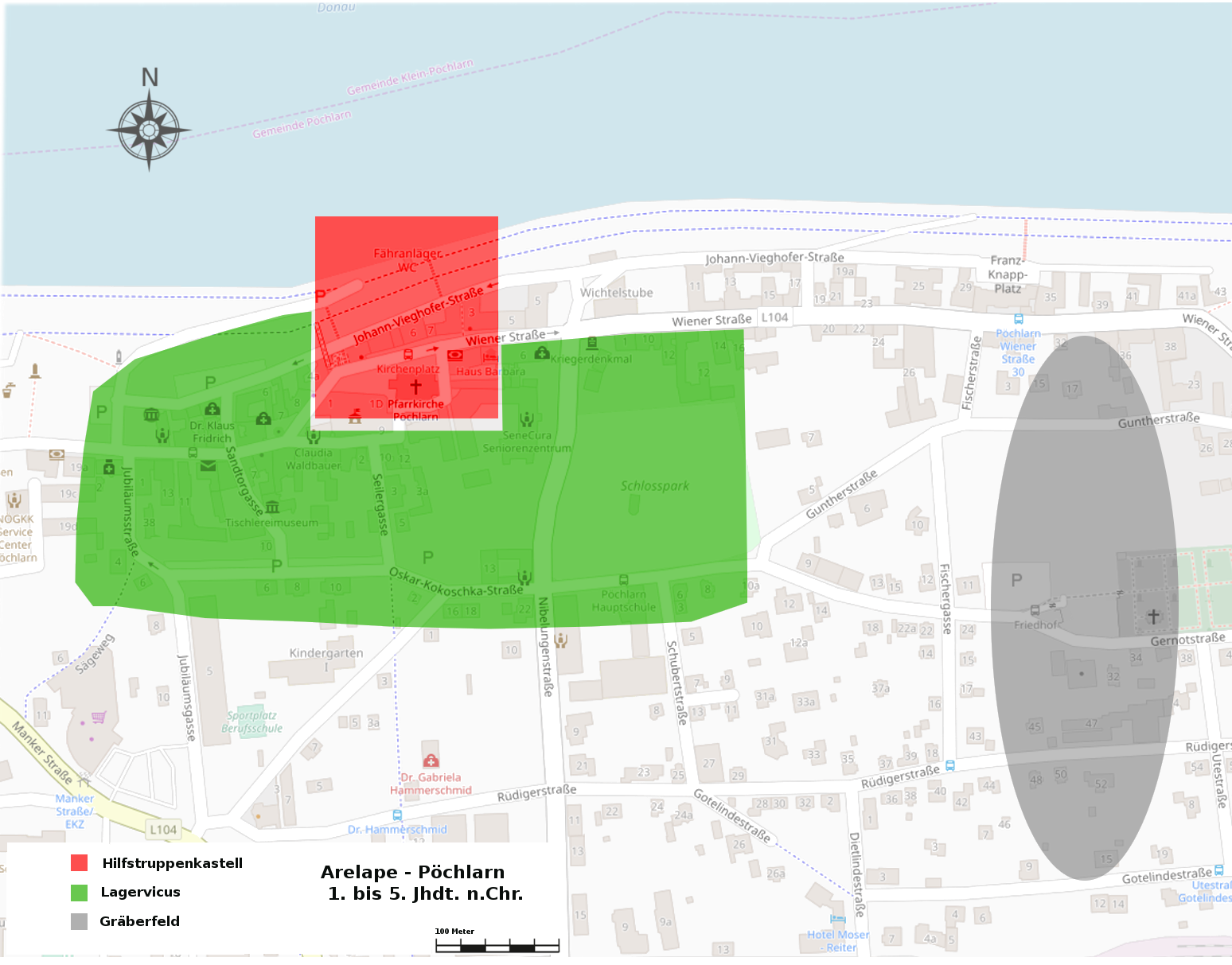
Skizze der römischen Militär- und Siedlungsbefunde

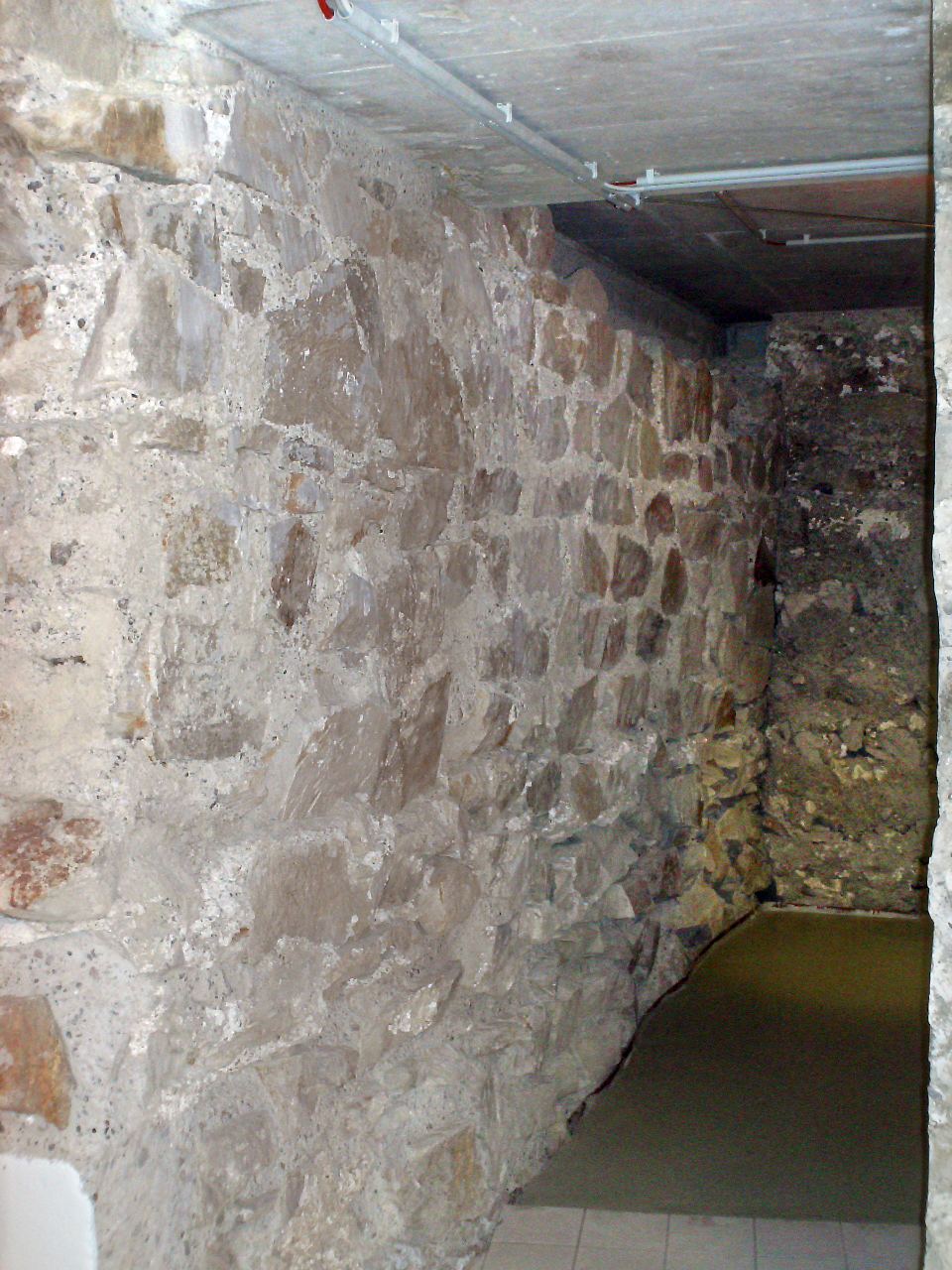
Konservierter Fächerturm der SO-Ecke (Wangenmauer West)

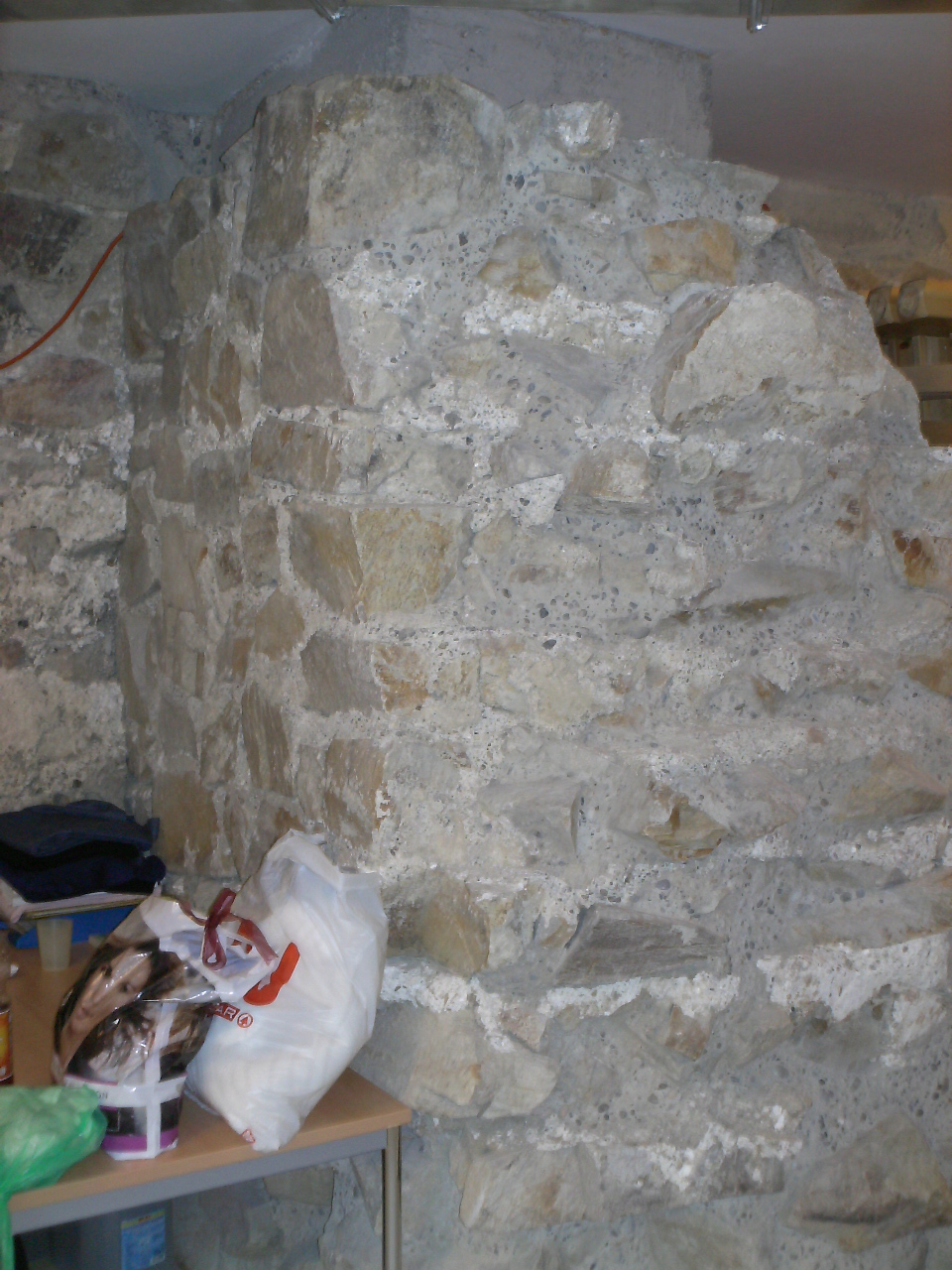
Konservierter Fächerturm der SO-Ecke (Wangenmauer Ost)

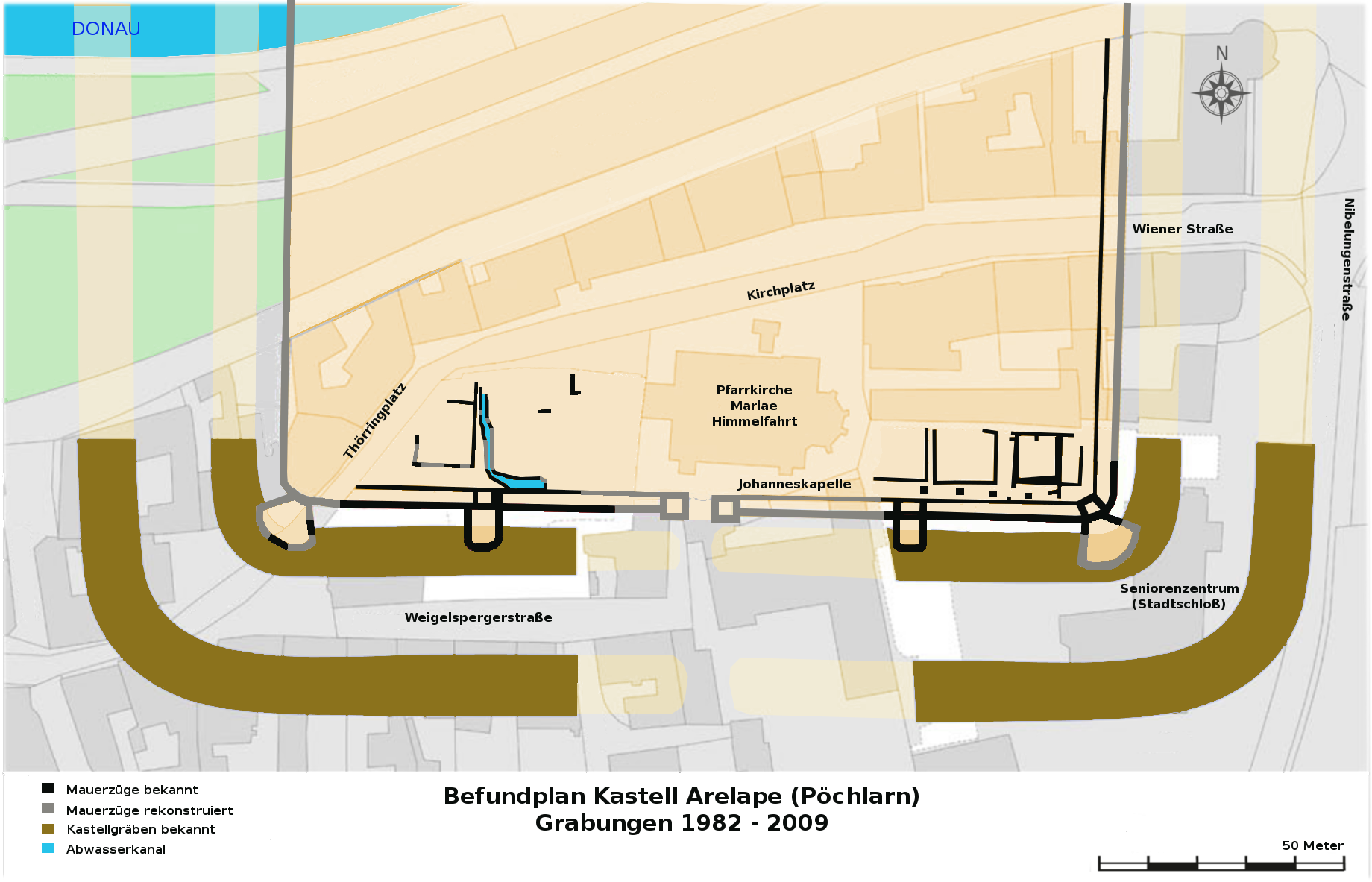
Befundplan 1982 bis 2009

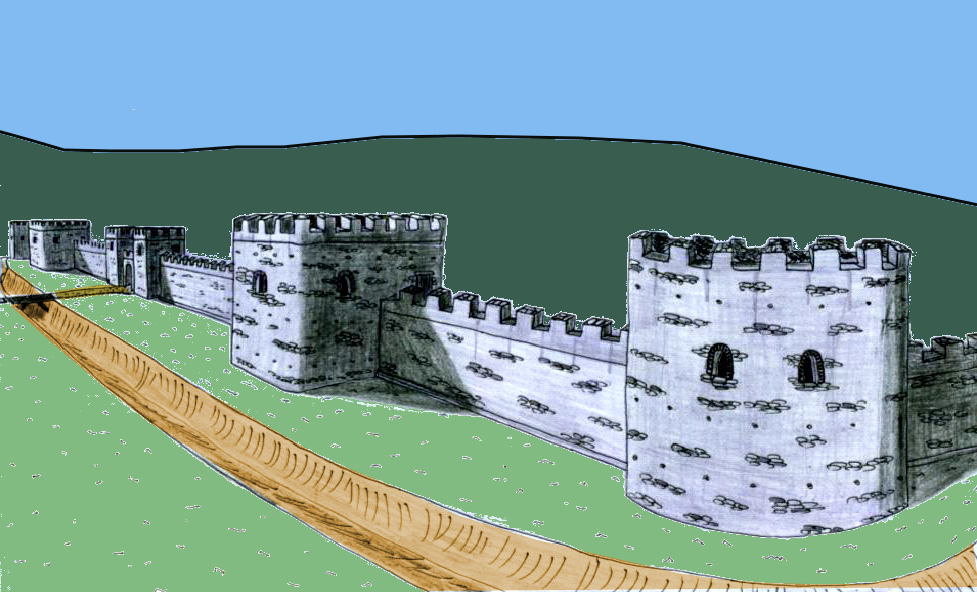
Rekonstruktionsversuch der Südmauer

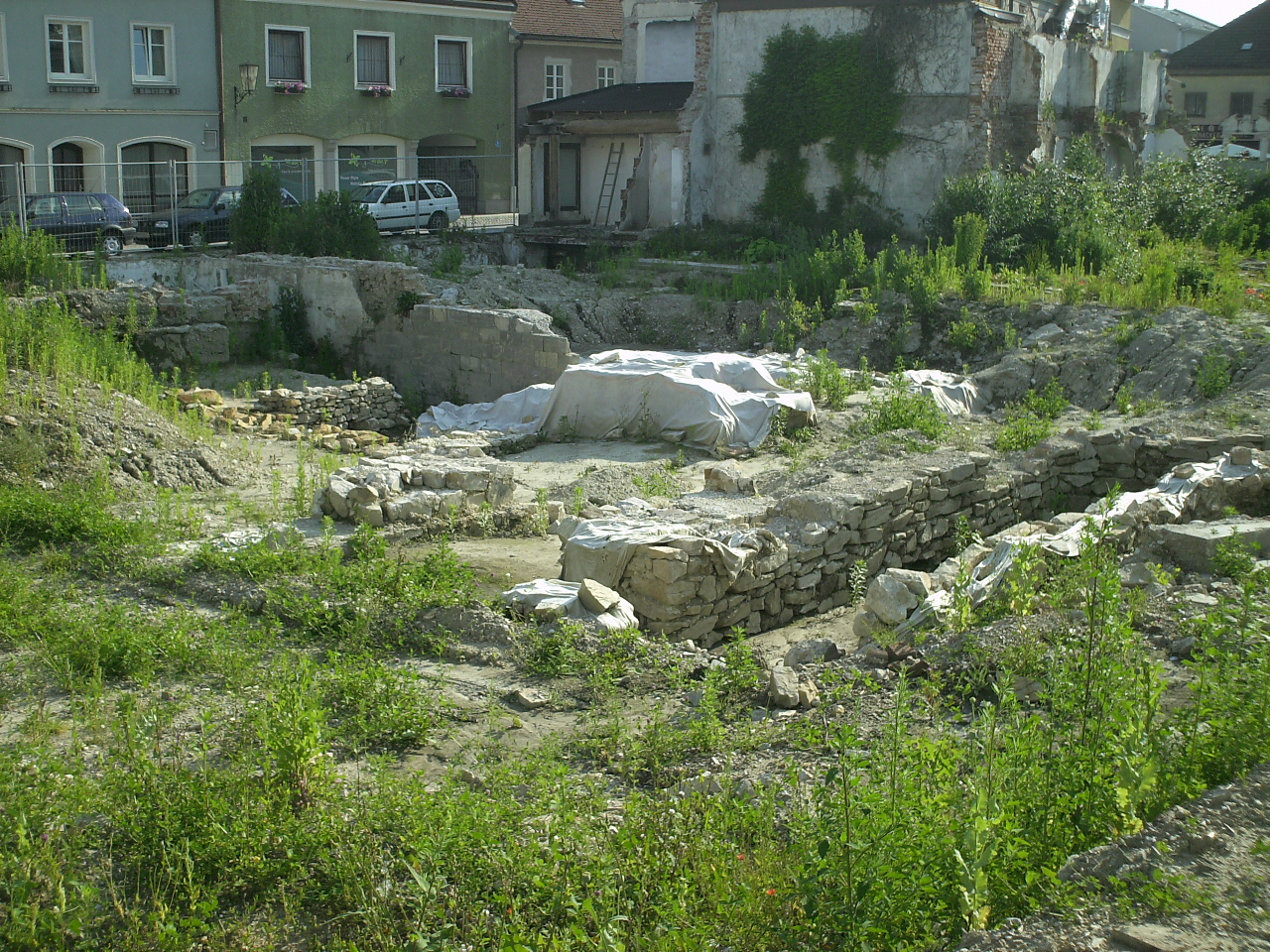
Ausgrabungen des Bundesdenkmalamts am Thörringplatz (Zustand 2010)

Das Kastell Pöchlarn war ein Teil der Festungskette des römischen Limes Noricus in Pöchlarn, Bezirk Melk, Bundesland Niederösterreich, Österreich. Das Bodendenkmal ist seit 2021 Bestandteil des zum UNESCO-Weltkulturerbe erhobenen Donaulimes.
Das zum norischen Limes zählende Hilfstruppen- und Reiterlager wurde nahe der Mündung der Erlauf in die Donau angelegt und war vermutlich vom 1. bis ins 5. Jahrhundert n. Chr. kontinuierlich mit römischen Soldaten belegt. Fast alle geographischen Hauptquellen für die Antike geben den Ort an. Im 4. Jahrhundert gelangte es durch die Stationierung einer Einheit der Donauflotte zu größerer Bedeutung. Ein als Hafen genutzter Altarm trennte das vermutlich auf einer Insel gelegene Kastell von der Zivilsiedlung. Über die bauliche Entwicklung des Kastells war ansonsten nur sehr wenig bekannt. Dies änderte sich erst, als das Bundesdenkmalamt in den Jahren 2002 bis 2009 großflächige Untersuchungen durchführte. Das Lager konnte dabei archäologisch eindeutig nachgewiesen werden. Der nördliche Teil wurde von der Donau abgeschwemmt, der südliche ist vollständig durch die Altstadt überbaut. Reste eines spätantiken Fächerturms und Mauerreste (siehe Steinkastell II) haben sich im Keller des Pflegezentrums und am Areal vor der Pfarrkirche und dem Thörringplatz erhalten.
Neben dem Kastell werden in diesem Artikel auch die benachbarten Wachtürme von Sarling und Säusenstein behandelt.

## Name
Die Zuweisung dieses spätantiken Kastellortes für Pöchlarn gilt heute in der Fachwelt als gesichert. Der Name Arelape wurde bei Ptolemaios genannt, in der Tabula Peutingeriana (Areiate), im Itinerarium Antonini und in der Notitia dignitatum auf. Der Name leitet sich wahrscheinlich vom antiken Flussnamen der Erlauf (apa oder lat. amnis „Fluss“, „Wasser“) her. Denkbar wäre auch eine illyrische Herkunft des Namens der Erlauf, nämlich Arilapa („Adlerfluss“), der später, etwas abgewandelt, auf das Kastell und seine Zivilsiedlung übertragen wurde.

## Lage
Das Pöchlarner Becken ist im Hügelland der böhmischen Masse an der Mündung der Erlauf in die Donau situiert. Das Gelände im Gebiet der Stadt Pöchlarn wies damals noch den Charakter einer Urlandschaft auf und war von der Donau geprägt, die zur Römerzeit etwas weiter nördlich verlief. Der Fluss bildete hier eine sumpfige Au mit zahlreichen Nebenarmen und Schotterinseln, die sich bis 1,5 km südlich ihres heutigen Uferbereiches ausdehnte. Das Kastell selbst lag wahrscheinlich auf einer Schotterinsel, etwas östlich der Erlauf. Ihre Einmündung befindet sich rund einen Kilometer östlich der Stadt. Das Erlauftal wird durch vereinzelte Kristallinauftragungen in den quartären Terrassen in Engen und Weiten gegliedert. Hier endeten mehrere Verbindungswege durch das Erlauftal und eine Handelsroute die in die Ostalpen und u. a. auch über die alte Eisenstraße („Dreimärktestraße“) bis zu den Erzabbaugebieten (ferrum Noricum) in den Eisenerzer Alpen führte. Durch das Alpenvorland verlief entlang der Donau der Ost-West-Verkehr. Über den Übergang bei Marbach gelangte man ins heutige Waldviertel.

## Forschungsgeschichte

### Frühe Beobachtungen
Der Standort des Kastells ist seit 400 Jahren bekannt. Im 16. Jahrhundert berichteten der Humanist Wolfgang Lazius und andere, dass die Donau hier noch über römisches Mauerwerk und Pflasterstraßen floss. Auch zahlreiche Fundmünzen und Grabsteine wurden in diesem Zusammenhang dokumentiert. 1534 waren noch zwei Inschriftensteine in Pöchlarn bekannt, darunter ein Grabstein, der dem Sucessus, der Ursina und deren gemeinsamen Sohn Sucessianus gesetzt worden war. Der andere war in der 1780 abgetragenen Kirche St. Peter vermauert und für den Veteranen Marcus Ulpius Longinus angefertigt. Beide sind heute verschollen.

### 19. Jahrhundert
1856 fanden durch den in Klein-Pöchlarn lebenden Wilhelm Gärtner (1811–1875) die ersten Ausgrabungen auf einer Wiese bei Harlanden statt, bei der es ihm vermutlich gelang die Reste der Heizanlage eines antiken Badegebäudes aufzudecken. Die Dokumentation der Befunde wurde aber von Gärtner nur sehr unfachmännisch vorgenommen, sodass man später seine Grabungsergebnisse nicht mehr wissenschaftlich exakt auswerten konnte. Harlanden wurde im Übrigen oft auch als Fundort für Relief- und Inschriftensteine angegeben, die genauen Lagen der Fundstellen konnten jedoch nachträglich nicht mehr eruiert werden. Die im überschwemmungsgefährdeten Gebiet situierten Fundstellen lassen auch den Verlauf der Limesstraße in dieser Region vermuten. In dieser Zeit wurde östlich des Schlossparks auch ein antiker Töpferofen freilegt.

### 20. Jahrhundert
Bei Kanalarbeiten wurden 1927 in der Jubiläums- und Parkstraße (heute Oskar-Kokoschka-Straße) etwa 50 m vom Donauufer entfernt von Mitarbeitern des Bundesdenkmalamts (BDA) das Profil eines doppelten Spitzgrabens erkannt, weiter südlich davon ein weiterer Graben. Dieser Befund war der ausschlaggebende Beweis für das Vorhandensein einer frühkaiserzeitlichen römischen Wehranlage.
1930 wurde beim Bau des Weltkriegsmahnmals in der Wiener Straße/Nibelungenstraße ein römerzeitlicher Mauerzug entdeckt. Spätere Nachgrabungen ließen erkennen, dass hier ein Teil der Ostmauer des Kastells angeschnitten wurde.
1951 stieß man anlässlich von Kanalarbeiten (bei Hauptschule, Volksschule/Nibelungenstraße) in einer Tiefe von drei bis vier Metern auf die Reste der antiken Siedlung. Diese 1,4 m hohe Bruchsteinmauer bildete die Begrenzung eines mindestens 10,6 m langen Gebäudes. Nach den unpublizierten Ausgrabungen von 1912 bis 1913 (Beneficiat Aichinger) könnte dieser Befund ein Teil einer Thermenanlage sein. Das Areal wurde damals zwar fotografiert aber danach wieder zugeschüttet.
1955 wurde bei einem Fundamentaushub eine gut erhaltene Bestattungsurne, Keramik und das Fragment eines Mühlsteines geborgen.
1961 wurde bei Baumaßnahmen in der Rüdigerstraße gegenüber dem Friedhof vom Österreichischen Archäologischen Institut und vom Bundesdenkmalamt eine Urne, Keramik, eine Lampe und ein Inschriftenstein in situ geborgen. Es handelte sich um den Grabstein des Pompeius Celer, eines Soldaten der cohors I Flaviae Brittonum, der sich in das 2. Jahrhundert datieren ließ. 1966 wurden auf Parzelle 299/1 mehrere Urnen gehoben. Hier wird die östlichste Randzone des Gräberfeldes vermutet.
1978 zerstörte man bei der Kreuzung Wienerstraße/Nibelungenstraße während Bauarbeiten das Osttor des Kastells.
1982–1983 konnte das Bundesdenkmalamt bei Kanalisationsarbeiten mehrere wichtige Befunde dokumentieren. In diesen Jahren beobachtete Gustav Melzer den Verlauf weiterer römischer Wehrgräben und die Lage des südwestlichen Eckturmes des Steinlagers. Aufgrund dieser älteren Grabungen ließen sich insgesamt drei römische Wehranlagen unterscheiden, von denen zwei in Holz-Erde-Technik errichtet worden sein dürften; bei ihnen handelte es sich vielleicht nur um kurzfristig besetzte Marschlager.
Am Thörringplatz stieß man 1983 auf eine 1,80 m breite Mauer, die als westliche Wehrmauer des Kastells angesprochen werden konnte. Der Rekonstruktionsplan des Kastells musste dabei um 40 bis 50 m nach Osten korrigiert werden. In der Oskar-Kokoschka-Straße waren an mehreren Stellen doppelte Spitzgräben angeschnitten worden. In der Weigelsbergergasse wurden wiederum Erdverfärbungen eines W-O verlaufenden Grabens beobachtet. Das bedeutet, dass das Steinlager etwas kleiner war als bis dahin angenommen. Vor Haus Nr. 16 wurden zwei NNO-SSW orientierte Spitzgräben in 1,8 m Tiefe entdeckt. Sie konnten bis in eine Tiefe von 3,40 m untersucht werden und hatten eine Breite und Tiefe von ca. 4,5 m. Sie gehörten zum frühen Holz-Erde-Lager, das sich vermutlich südöstlich des Steinkastells befand. In der Seilergasse wurde eine schrägabfallende Erdverfärbung freigelegt, die als römerzeitlicher Spitzgraben angesprochen wurde.

### 21. Jahrhundert
2002 bis 2003 untersuchten Bundesdenkmalamt und ARGIS Archäologie Service anlässlich des Neubaus des Pflegezentrums eine etwa 2000 m² große Fläche. Dabei wurde nördlich und westlich des heutigen Schlossgebäudes die südliche Befestigungsanlage des Steinkastells freigelegt. Die dabei entdeckte Mauer und zwei Innentürme sind mehrphasig und wurden in der Spätantike baulich stark verändert. Eine Sondage an der Kastellmauer ergab insgesamt drei vorgelagerte Wehrgräben. Die Flächengrabung im Kastellinneren brachte unter anderem Kasernenbauten zum Vorschein, die Ende des 1. oder zu Anfang des 2. Jahrhunderts in Holzbauweise errichtet und später durch Steingebäude ersetzt wurden. Ihre Nutzung erstreckte sich bis in die Zeit der Spätantike. Südlich des Schlosses fand sich noch ein mehrphasiger Gebäudekomplex mit Steinfundamenten, der aber bereits zum Vicus zählte. Seit 2010 werden vom Institut für Vor- und Frühgeschichtliche Archäologie und Provinzialrömische Archäologie der Ludwig-Maximilians-Universität München in Kooperation mit dem Fachbereich ZEA des ÖAI und dem Bundesdenkmalamt (Leitung Michael Mackensen) Ausgrabungen in Pöchlarn durchgeführt.
Nach Beendigung der Ausgrabungen wurden diese Mauern jedoch mit Beton übergossen, um das Fundament für ein neues Kommunalzentrum zu bauen. 2012 konnte das Südtor tw. untersucht werden.

## Entwicklung
Funde von Lochäxten und Steinbeilen aus der Jungsteinzeit lassen auf eine erste Besiedlung im Bereich Brandhof – Röhrapoint – Rampersdorf schließen. Zudem wurden früh- und spätbronzezeitliche Funde und Reste urnenfelderzeitlicher Gebäudespuren westlich von Ornding in der Ried „Griesgrub“ und am Kuhbühel ergraben. Die Funde, deren Auffindungsorte heute nicht mehr bekannt sind, werden im Stadtmuseum (Welserturm) aufbewahrt.
Nach den Funden (Terra-Sigillata-Keramik) fällt die Errichtung des Kastells wohl in das späte 1. Jahrhundert. Nördlich der Donau, im Bereich des heutigen Klein-Pöchlarn, dürfte dazu ein befestigter Brückenkopf bestanden haben. Der Ausbau in Stein (Steinkastell I) erfolgte vermutlich nach den Markomannenkriegen. Letzte größere Umbauten werden in valentinianische Zeit taxiert (Steinkastell II). Die Nutzung des Kastellareals lässt sich bis ins frühe 5. Jahrhundert nachweisen. Hauptaufgabe der Besatzung war wohl die Flankensicherung für das Legionslager Lauriacum, die Sicherung der Mündung der Erlauf, der Limesstraße (Via iuxtra Danuvium) sowie der Donau und dem Schiffsverkehr. Möglicherweise kontrollierte das Kastell auch einen Donauübergang und den östlichen Zugang zur Route Enns–Steyr–Pyhrnpass, einer wichtigen Fernstraße nach Italien. Vermutlich anlässlich der letzten großangelegten Grenzsicherungsmaßnahmen durch Valentinian I. (364 bis 375 n. Chr.) überließ die wahrscheinlich schon stark reduzierte Besatzung – wie auch bei einigen anderen Kastellen am norisch-pannonischen Limes beobachtet werden konnte (z. B. Kastell Zeiselmauer) – wohl der Zivilbevölkerung das übrige ummauerte Areal, das damit seine militärische Funktion verlor und sich in ein ziviles oppidum verwandelte. Ob es allerdings zu diesem Zeitpunkt seine militärische Funktion noch in vollem Umfang erfüllte, erscheint zweifelhaft. In der für das spätantike Norikum wichtigsten Quelle, der Vita des Severin von Noricum, wird Arelape nicht mehr erwähnt. Dies muss aber nicht bedeuten, dass es zu dieser Zeit schon aufgegeben bzw. völlig verlassen war. Als Severin um 467 nach Ufernorikum kam, war die römische Herrschaft dort schon zusammengebrochen. Sechs Jahre nach seinem Tod wurden die Romanen im Jahr 488 von König Odoaker angewiesen, die Provinz zu räumen und nach Italien abzuwandern. Ob spätestens nach ihrem Abzug neben der Zivilsiedlung auch das Kastell gänzlich verlassen wurde, kann nicht mit Sicherheit gesagt werden. Ab dem 5. Jahrhundert konnte auf dem untersuchten Areal jedoch keine nennenswerte Siedlungstätigkeit mehr festgestellt werden.
Der Ort wird im frühmittelalterlichen Nibelungenlied – anlässlich Krimhilds Brautfahrt – als „Bechelaren“ erwähnt. Dennoch fanden sich weder Hinweise auf eine frühmittelalterliche Nutzung, noch konnten Reste der sogenannten „Herilungoburg“ freigelegt werden. Sie wird in einer Schenkungsurkunde vom 6. Oktober 832, als König Ludwig der Deutsche dem Stift Regensburg einen in der Awarenprovinz liegenden Ort mit der ehemaligen Feste mitsamt seinen im Umkreis liegenden Gebieten übereignete, erwähnt. Ob Regensburg das Gebiet bereits früher übereignet wurde und die Schenkung lediglich erst 832 durch eine Urkunde bestätigt wurde, oder ob die Schenkung mit einer anderen Transaktion in Verbindung stand, ist nicht geklärt. Wohl unmittelbar danach wird man jedoch mit der Kolonisierung und Christianisierung der Region begonnen haben. Die Ortsnamen von Harlanden (Erstnennung 1334 als Harlant) und Knocking weisen auf ihre Entstehung im 9. Jahrhundert hin. Zu vermuten ist auch, dass bereits zu dieser Zeit in Pöchlarn eine Taufkirche errichtet wurde – die dafür in Frage kommende, 1793 vollständig abgebrochene Peterskirche stand in der Nähe des Donauufers, etwas außerhalb der Stadt im so genannten Bräuhausgarten. In Pöchlarn selbst lag auch das Zentrum der regensburgischen Verwaltung. Aber auch hier ist fraglich, ob das Bistum tatsächlich zwischen Kirche und Pfarrhof das römische Prätorium wieder aufbauen ließ und hier im „ersten Schloss“ von Pöchlarn ein Verwaltungsgebäude einrichtete. Im Nibelungenlied verwaltet ein Markgraf Rudeger von Bechelaren das Gebiet östlich der Enns und ist dem Hunnenkönig untertan. Das könnte bedeuten, dass im 10. Jahrhundert ein fränkisch-, bzw. bairischer Adeliger seinen Herrschaftsbereich auf Besitzungen aus der Zeit der karolingischen, ersten deutschen Ostsiedlung im Donauraum innehatte. Einige wenige Funde lassen jedoch erst auf eine Wiederbesiedelung des Ortes im 13. Jahrhundert schließen.

## Kastell
Die ersten archäologischen Spuren einer römerzeitlichen Befestigung sind zwei von Ost nach West verlaufende Spitzgräben. Fehlendes Fundmaterial erlaubt keine exakte Datierung. Wahrscheinlich gehörten sie zum Bau- bzw. Marschlager.
Im Bereich des von Gustav Melzer erstmals nachgewiesenen Steinlagers wurden der Großteil der südlichen Umwehrung – vermutlich die Dekumanfront des Lagers – und auch Reste der Innenbebauung freigelegt. Die Wehranlagen bestanden im Wesentlichen aus zwei parallelen Steinmauern mit nach innen vorspringenden Eck- und Zwischentürmen, die in spätrömischer Zeit zu weit vor die Lagermauern vorkragenden U- und Fächertürmen umgebaut wurden. Hölzerne Vorgängerbauten konnten nicht nachgewiesen werden. Davor befanden sich zwei Spitzgräben, die zu einem späteren Zeitpunkt, wohl im Zuge des Umbaus der Türme, eingeebnet und durch einen Spitzgraben ersetzt wurden.
1928 konnte Eduard Nowotny das Areal des Steinkastells noch etwas genauer eingrenzen. Oberirdisch war vom Kastell bis zu den Grabungen von 2002/2003 nichts zu sehen. Die Überreste des Südteiles des (höchstwahrscheinlich) rechteckigen, in Ost-West-Ausrichtung angelegten Lagers liegen heute unter dem mittelalterlichen Ortskern; der nördliche Bereich wurde im Laufe der Jahrhunderte durch die Donau abgeschwemmt oder beim Bau des Hochwasserdamms zerstört.
Die antiken Überreste sind durch eine großflächig nachgewiesene „Schwarze Schicht“, eine über einen langen Zeitraum angewachsene natürliche Bodenbildung, überlagert. Sie bildet eine deutlich erkennbare Grenze zwischen römischen und mittelalterlichen Siedlungsschichten. Die genaue Ursache für dieses Phänomen, das auch bei anderen Kastellen des norischen Limes beobachtet werden konnte, ist bislang noch nicht eindeutig geklärt. Landwirtschaftliche Bearbeitung, Nutztierhaltung oder eben eine langfristige Aufgabe des Areales werden hierfür angenommen. Konkrete Spuren einer größeren Bautätigkeit finden sich erst ab dem Spätmittelalter.

### Holz-Erde-Kastell
Nach den ältesten geborgenen Fundstücken zu urteilen, dürfte das Holz-Erde-Lager im späten 1. Jahrhundert errichtet worden sein. Die dafür verantwortliche Einheit kann nicht genannt werden. Die ersten Anzeichen römischer Aktivitäten konnten nur in Form von Ost-West verlaufenden Spitzgräbenprofilspuren beobachtet werden, die sich südöstlich des spätantiken Steinkastells erhalten haben und für ein Holz-Erde-Kastell mit einer Fläche von annähernd 3,3 ha sprechen. Von den Innenbauten sind zwei Ost-West orientierte Mannschaftskasernen bekannt. Die langrechteckigen Gebäude zeigen Reste von nebeneinander liegenden Kammern. Das Holz-Erde-Kastell wurde vermutlich während oder um die Zeit der Markomannenkriege zerstört. Seine letzten Reste dürften beim Bau des Steinkastell I vernichtet worden sein. Am Nordufer der Donau, im Bereich von Klein-Pöchlarn, dürfte dazu eine Brückenkopfbefestigung bestanden haben.

### Steinkastell I
Neue Befunde bewiesen eindeutig, dass das Steinkastell I in der zweiten Hälfte des 2. Jahrhunderts n. Chr. an derselben Stelle wie das Holz-Erde-Kastell stand. Laut Nowotny hat das erste Steinkastell vermutlich eine Fläche von 2,5 ha eingenommen. Verlauf und Aussehen seiner südlichen – etwa 155 m langen – Umfassungsmauer sind vor allem durch die Ausgrabungskampagne von 2002 bekannt. Wie bei den meisten Kastellen am norischen Limes waren die vier Ecken der Wehrmauer wohl abgerundet (Spielkartenform), was nach den spätantiken Umbauten durch eine Überdeckung mit neuen Turmbauten nicht mehr sichtbar war. Die Befestigungen bestanden im Wesentlichen aus einer massiven, 1,2 m breiten Steinmauer mit in regelmäßigen Abständen, innen angesetzten, quadratischen Türmen, einer konnte nachgewiesen werden. Vermutlich gleichzeitig mit dieser entstand dahinter eine zweite, parallel verlaufende Mauer, deren Funktion aber auf Grund fehlender Vergleichsbeispiele noch nicht geklärt werden konnte. Möglicherweise handelt es sich dabei um eine weitere Verstärkungsmaßnahme oder um eine aufwendig gestaltete Abstützung für den Wehrgang. Nach Auswertung der bisherigen Grabungsergebnisse und Beobachtungen war eine genauere Rekonstruktion der südlichen Befestigungen des Kastells möglich. Sie erstreckten sich über eine Länge von etwa 150 m vom Seniorenzentrum (Stadtschloss) bis zum Thörringplatz. Vor den südlichen Kastellmauern war noch zusätzlich ein zweifaches Grabensystem als Annäherungshindernis angelegt. Das Osttor bei der Kreuzung Wienerstraße/Nibelungenstraße wurde in den 1970er Jahren zerstört. Die porta principalis sinistra (Westtor) befand sich mit hoher Wahrscheinlichkeit zwischen den Häusern Thörringplatz Nr. 4 und 5. Das Nordtor wurde durch die Donau abgeschwemmt, die genaue Lage des südlichen Tores konnte bisher nicht bestimmt werden. Nach Abriss der älteren Holzbauten wurden an derselben Stelle neue hölzerne Mannschaftsbaracken errichtet, wobei sich Ausrichtung und Lage kaum veränderte.

### Steinkastell II
In der Spätantike mauerte man im Südteil eine neue Lagermauer auf, wodurch das Kastell wahrscheinlich auch etwas verkleinert wurde. Die nach innen ragenden quadratischen Zwischen- und Ecktürme wurden durch außenstehende, massive hufeisen- oder fächerförmige Zubauten ersetzt und dadurch wesentlich vergrößert und verstärkt. Bei den Grabungen 2002–2003 gelang die Freilegung der Fundamente der Fächertürme an der Südwest- und Südostecke sowie eines Hufeisenturms an der Südmauer. Bei den Ausgrabungen konnten auch mehrere Bauphasen ermittelt werden. Die Mauerreste des südöstlichen Fächerturmes (Wangenmauern) wurden vom Bundesdenkmalamt konserviert und in den Keller des Neubaues des Senioren-Pflegezentrums integriert.

### Innenbauten
Im Kastellinneren konnten neben einer parallel zur Mauer verlaufenden, etwa drei Meter breiten Lagergasse drei etwa 10 × 10 m große Gebäude festgestellt werden, die zunächst aus Holz und später, etwa Mitte des 2. Jahrhunderts, leicht versetzt, diesmal in Stein errichtet worden waren. Ein ähnlicher Bau tauchte auch im Bereich der Grabungsfläche von 2008 bis 2009 auf. Bei allen vier dürfte es sich aufgrund ihrer Lage wie auch ihrer Größe um die Quartiere der Zenturionen am Kopfende der Mannschaftsbaracken gehandelt haben. Diese wurden zum Teil bis in die Spätantike bewohnt, wie ein im frühen 4. Jahrhundert errichteter, mehrmals umgebauter Heizkanal in einem der Gebäude annehmen lässt. Östlich eines der am Thörringplatz gelegenen Lagergebäude wurde an der Wallstraße (Via sagularis) ein Abwasserkanal aus vermörtelten Bruchsteinen angelegt. Bei Anlage des Kanals wurde im Südwall nachträglich ein Durchbruch für den Abfluss der Abwässer geschaffen. Eine „Kanalverbreiterung“ wird als Sammelbecken angesehen, das Fehlen einer gemörtelten Kanalsohle deutet auf ein holzverschaltes Gerinne hin. Der Kanal wurde ab dem 3. Jahrhundert nicht mehr benutzt.
Die mehrphasigen, von Osten nach Westen ausgerichtete Holzständerbauten wiesen nebeneinanderliegende Raumreihen auf. Im Verlauf des 2. Jahrhunderts n. Chr. wurden diese durch ähnliche Konstruktionen ersetzt, die auf von Norden nach Süden orientierten Schwellbalken ruhten, die jedoch nur wenig in den Boden eingetieft worden waren. Sie waren meist nur noch anhand ihrer Fußbödenreste zu erkennen. Es handelte sich im Wesentlichen immer um Kasernen oder Wirtschaftsgebäude. Danach folgten im 3. Jahrhundert n. Chr. mehrere Steinbauphasen, die sich an den vorhergehenden Grundrissen orientierten. Im Gegensatz zu den Grabungsergebnissen im Bereich des Schlosses wurden die westlichen Holzgebäude später nicht immer durch Steingebäude ersetzt. Ein punktförmiges Fundament und der Rest einer schmalen L-förmig abgewinkelten Mauer auf einer Schottergrundierung sind die einzig bisher bekannten Überreste. Sie stehen mit einem Holzbau in Verbindung, der jedoch nur in groben Zügen untersucht werden konnte. Vermutlich war dieser Kastellbereich zu dieser Zeit noch immer mit Gebäuden in der klassischen Schwellbalkentechnik bebaut. Die Spuren dieser Gebäude waren jedoch archäologisch nicht mehr fassbar.

## Garnison
Folgende Besatzungseinheiten sind für Arelape bekannt:
| Zeitstellung           | Truppenname                                                             | Bemerkung | Abbildung |
| ---------------------- | ----------------------------------------------------------------------- | --- | --------- |
| 2. Jahrhundert n. Chr. | Cohors prima Flavia Brittonum (die erste flavische Kohorte der Briten)  | Diese mittelkaiserzeitliche Besatzungseinheit ist durch den Grabstein des Pompeius Celer bekannt, der in ihr gedient hatte. Diese Kohorte war hier wahrscheinlich ab 130 stationiert. Sie wurde wohl im Zuge der Feldzüge von Nerva und Trajan an die mittlere Donau verlegt. |           |
| Spätantike             | - Equites Dalmatae (Dalmatinische Reiter), - Liburnari (Marinesoldaten) | Die Garnison der Spätzeit kann nur anhand der Truppenliste des norischen Dux in der Notitia dignitatum erfasst werden. Sie nennt für Arelape eine Reitereinheit und einen Flottenpräfekten, den Praefectus Classis Arlapensis et (Co)Marginensis (Präfekt der Flottillen von Arelape und Comagena). Diesen Einheiten fielen im Wesentlichen wohl der Schutz der Mündungen von Ybbs, Erlauf und Pielach sowie Patrouillenfahrten auf der Donau zu. Möglicherweise wurde auch die Einheit aus Kastell Comagena später ins günstiger gelegene Arelape verlegt. Zu den Fundobjekten im Stadtmuseum Pöchlarn gehört auch eine Besitzermarke. Sie nennt einen gewissen Lucius, den Optio einer Reitereinheit. Solche Besitzermarken waren auf der Ausrüstung der Soldaten angebracht. Die in Noricum und Pannonien weitverbreiteten Ziegelstempel mit dem Aufdruck OF AR und OF ARN (vielleicht als officina Arlapensis nova zu lesen) verweisen möglicherweise auf einen in Arelape betriebenen großen Ziegeleibetrieb des Militärs, der ebenfalls der Zeitperiode der Spätantike zuzuordnen ist. Da sich die auch aus Ungarn bekannten Stempelabkürzungen AR, ARN bzw. ARAN einstweilen jedoch nicht eindeutig erklären lassen, bleiben Übersetzungsvorschläge rein spekulativ. |           |

## Hafenanlage
Ein Altarm der Donau im Bereich Steinwand-Erlauf trennte das Kastell vom Lagerdorf. Der Donauhafen wird auf halber Strecke zwischen dem ehemaligen Kastell und der Zivilsiedlung zwischen Harlanden und der Erlauf vermutet. Ab dem 4. Jahrhundert gelangte er durch die Stationierung einer Einheit der Donauflotte (Classis Arlapensis) zu größerer Bedeutung. An ihn anschließend entstand in Harlanden eine Zivilsiedlung. Ob seit 1905 verschollene Eisenringe „...an der felsigen Begrenzung des einstigen Donaulandes…“ Bestandteil eines Anlegers aus römischer Zeit waren, ist heute nicht mehr zu klären.

## Vicus
Im Süden und Südosten wurde das Lager von einer Zivilsiedlung (Vicus) umgeben, hier konnten auch einige Straßenbefunde festgestellt werden. Eine genaue Bestimmung dieser Befunde ist mangels Dokumentation und Publikation nur schwer möglich. Ebenso lässt sich die Frage der Ausdehnung und Chronologie des Lagerdorfes nicht exakt beantworten. Im südlichen Abschnitt des Vicus stand ein durch seine Steinfundamente erfasster Gebäudekomplex, der südlich des heutigen Schlosses lag. Der nördliche Teil wurde im Laufe der Zeit von der Donau abgeschwemmt, der südliche ist vollständig durch die Altstadt überbaut. Die in der älteren Literatur angeführten Siedlungsreste beim etwa sieben Kilometer entfernten Harlanden (Therme ?) werden aufgrund der größeren Entfernung zu Pöchlarn nicht angeführt. Die in der Pfarrkirche eingemauerten Relieffragmente sollen von einem römischen Tempel im Erlauftal stammen. Ihrem abgeschliffenen Zustand nach zu urteilen, dürften sie aber eher sehr lange in der Donau gelegen haben. Sie könnten nach Vorbildern aus Flavia Solva in der ersten Hälfte des 2. Jahrhunderts n. Chr. angefertigt worden sein.

Römische Reliefsteine an der Pfarrkirche und Grabbeigaben aus Pöchlarn/Erlauf
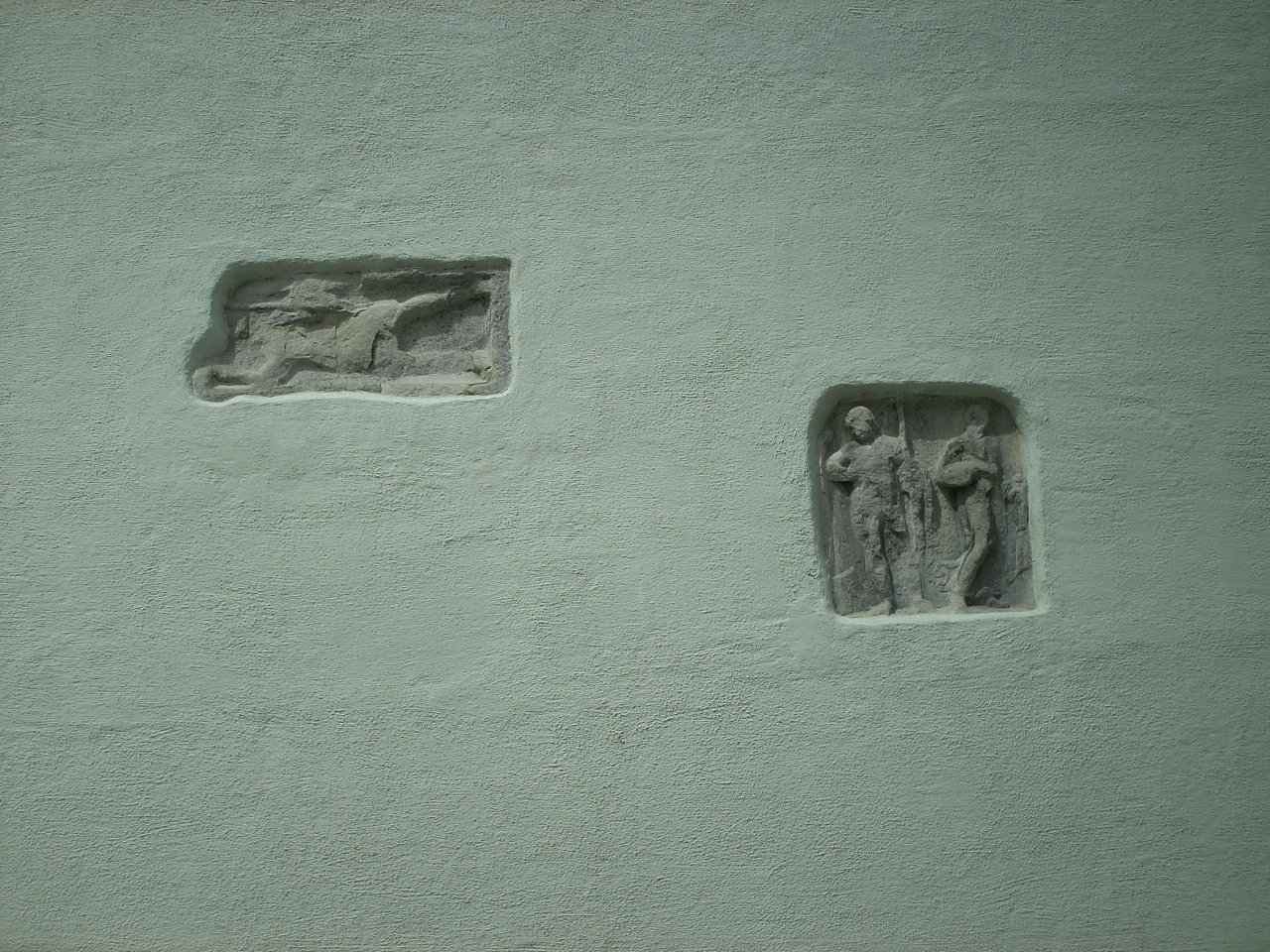
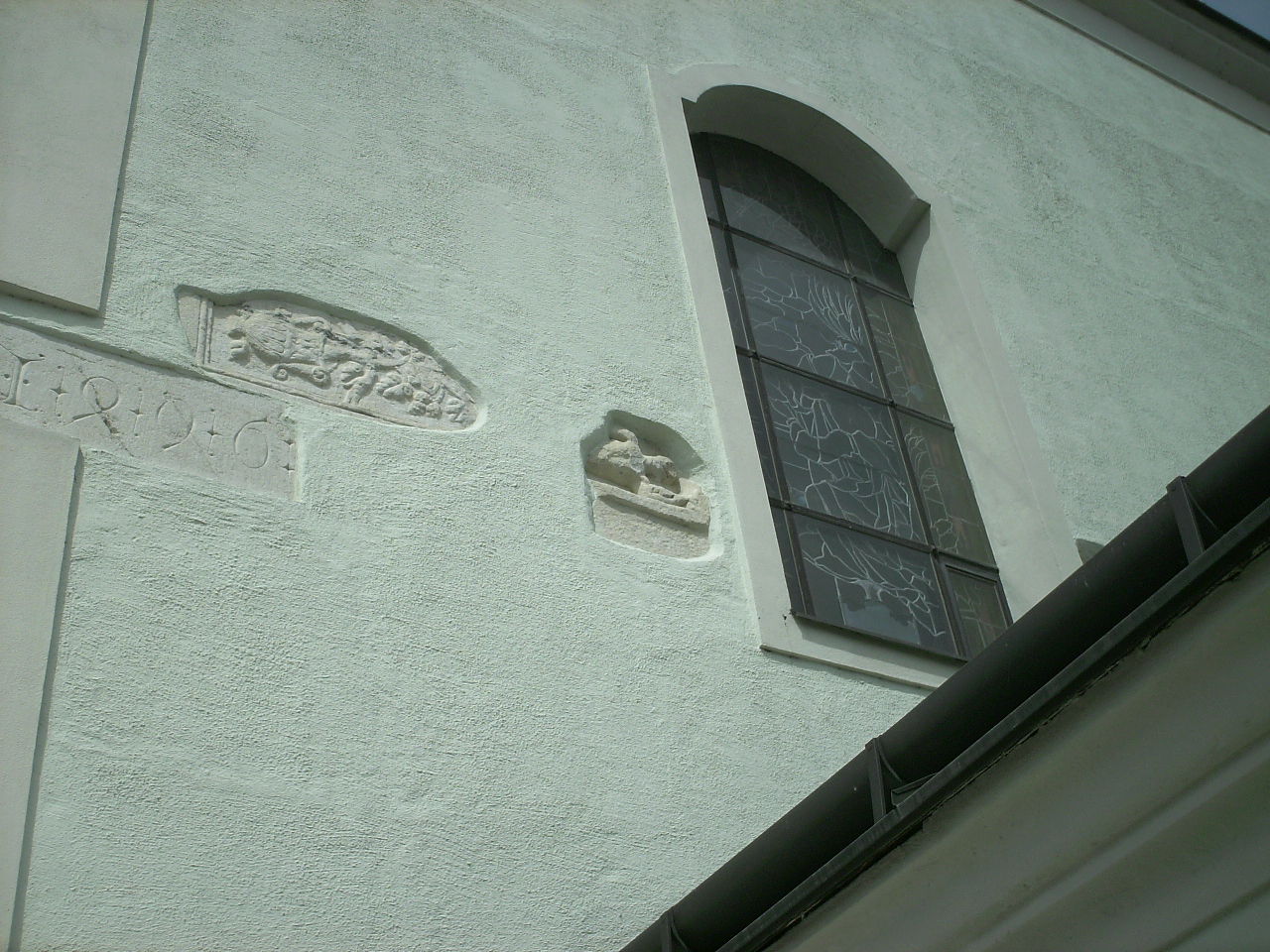
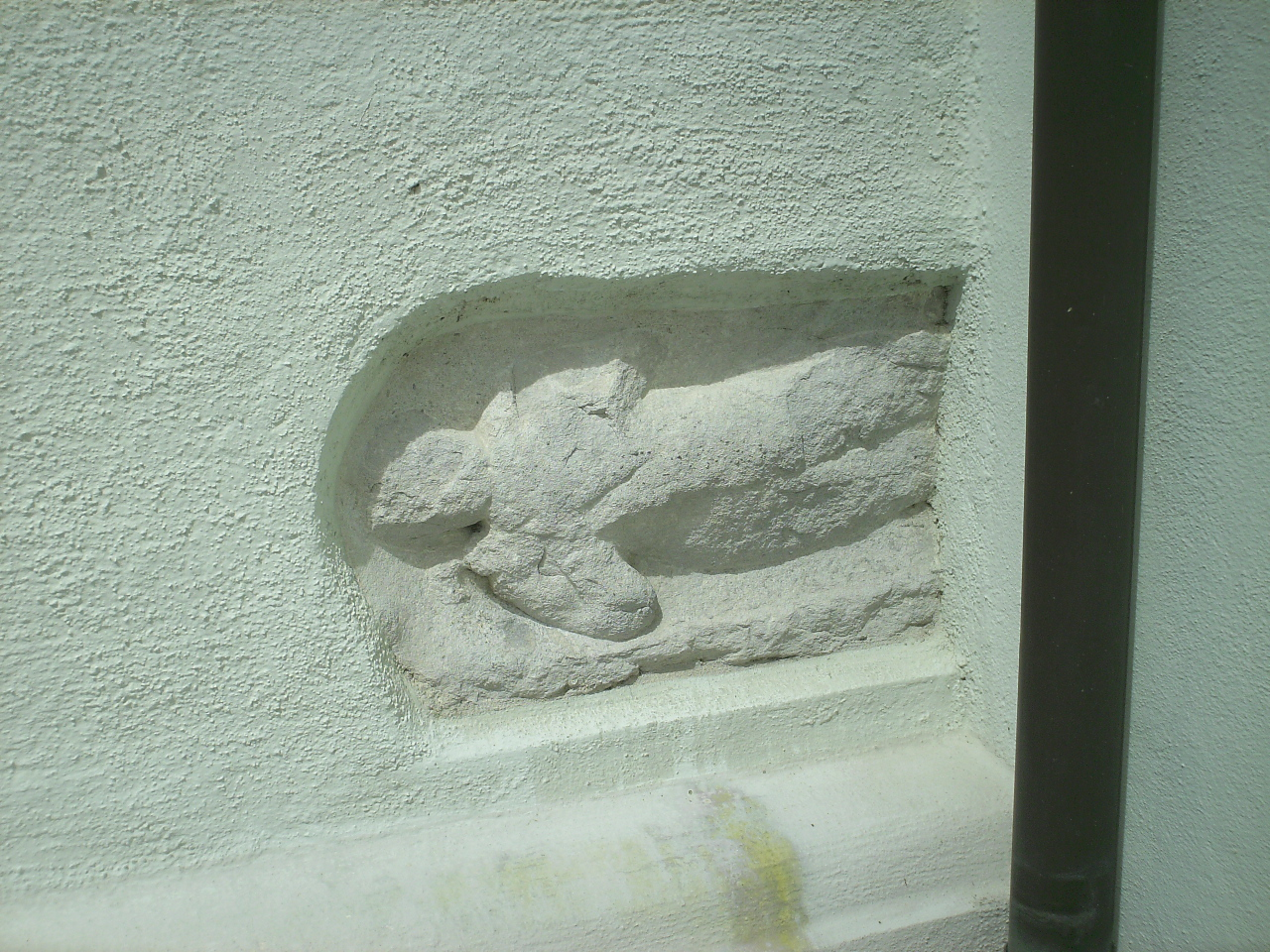
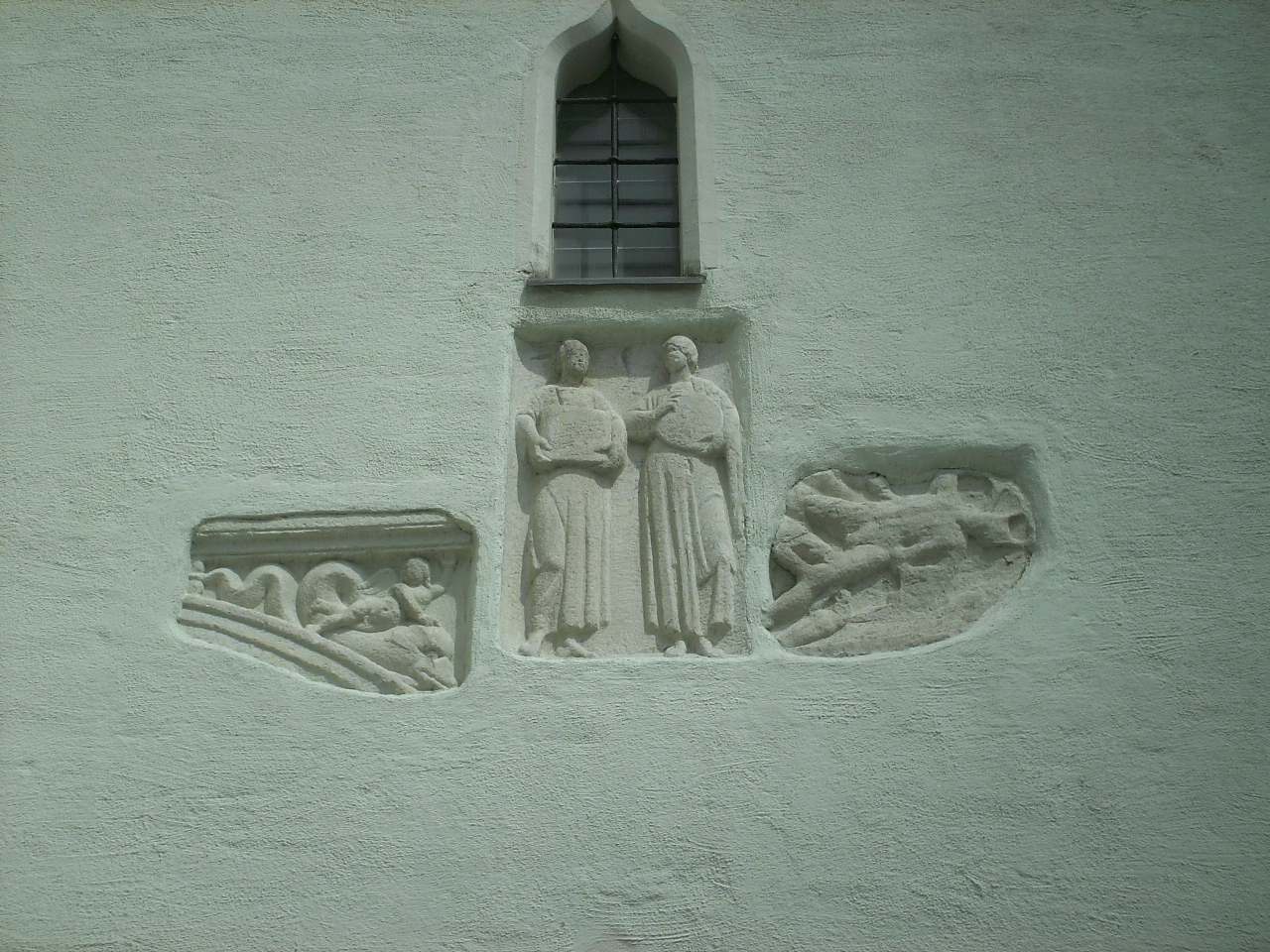
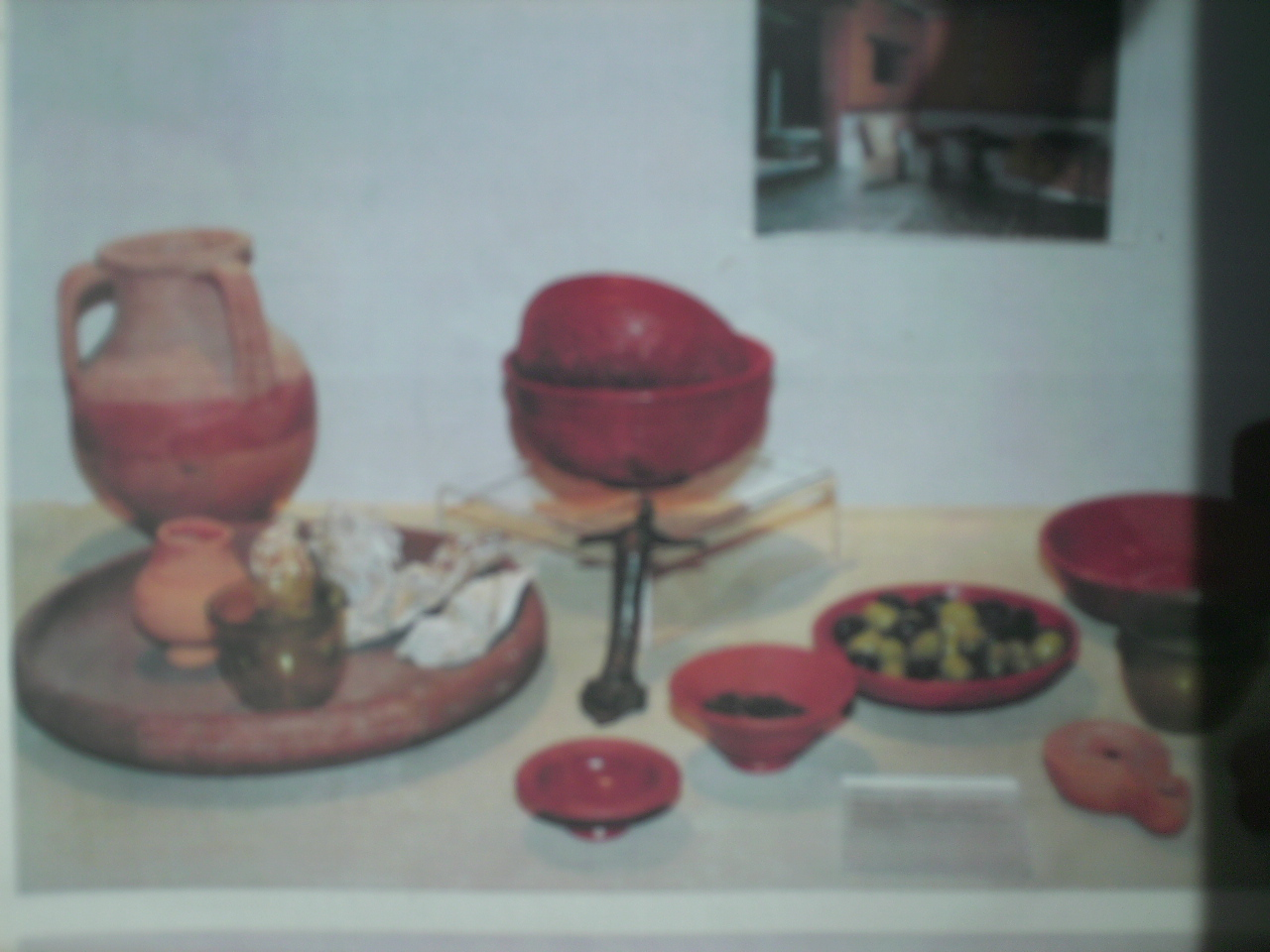
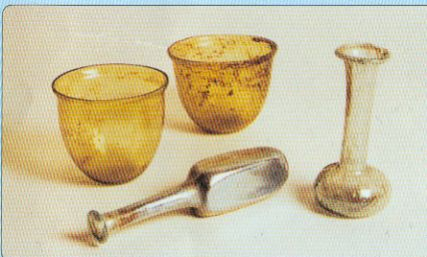

## Gräberfelder
Während im Westen des Kastells, in Brunn, nur ein einzelner Befund eines Bestattungsplatzes bekannt ist, befindet sich im Osten im Bereich der Rüdigerstraße ein spätantikes Gräberfeld, das zahlreiche Erdbestattungen, Steinkistengräber und Urnenbestattungen aufweist. Die Funde stammen aus dem 4. und 5. Jahrhundert n. Chr. Viele Gräber waren beigabenlos, in einigen lagen nur Fragmente von Bekleidungszubehör (Fibeln, Schnallen Knöpfe aus Leder). Vereinzelt fanden sich auch Gefäßbeigaben. Insgesamt wurden im Jahr 1960 37 Skelettbestattungen untersucht. Wahrscheinlich wurde der Bestattungsplatzes aber schon seit der Gründung des Kastells benutzt. Vereinzelt wurden auch an der Wienerstraße bereits gestörte Gräber entdeckt, die an der Verlängerung der durch das heute vollkommen verschwundene östliche Lagertor führenden Straße liegen.

## Limesverlauf
zwischen Burgus Ybbs und Burgus Bacharnsdorf
| Name                    | Beschreibung/Zustand | Abbildung |
| ----------------------- | --- | --------- |
| Wachturm Säusenstein    | Im Ort Säusenstein wurden um 1957 südlich des Bahnhofs die Reste eines Wachtturmes entdeckt. Die Fundstelle liegt zwischen dem Damm der Westbahn und der Donau. Auf Parzelle 144/3 in der Katastralgemeinde Säusenstein meldete der Grundbesitzer ein bereits früher entdecktes Mauerwerk dem Bundesdenkmalamt. Diesbezügliche Erhebungen führte das Bundesdenkmalamt (H. G. Walter) im Jahre 1957 durch. Die Mauerreste wurden als Wachtturm angesehen, der mit dem 2,3 km südlich liegenden Turm von Sarling in Sichtverbindung stand. Das Mauerviereck war bis in eine Tiefe von 50–60 cm ausgerissen. Es bestand aus Bruchsteinen, vermischt mit Teilen von Dachziegeln (tegulae), und war mit einer hellen, hartem Mörtelmischung verbunden. Im Inneren des Mauervierecks fand sich noch eine nur roh behauene Plastik aus Sandstein. |           |
| Wachturm/Tempel Sarling | Zwei Kilometer südlich, in Sarling, Ortsteil Veitsberg/Weinberg, steht auf einem zur Donau abfallenden Hügel die kleine St.-Veit-Kirche, wo Mauerreste im Inneren ebenfalls als Bestandteile eines römischen Gebäudes interpretiert wurden. 1950 wurden bei dieser Kirche drei römische Weihealtäre aufgefunden. Bei einer archäologischen Untersuchung durch das Bundesdenkmalamt (Gustav Melzer) wurde 1961 und 1962 im Inneren der Filialkirche römerzeitliches Mauerwerk freigelegt, das aufgrund der exponierten Lage als Wachtturm interpretiert wird; andererseits wird aber auch eine Funktion als Tempel erwogen. Anlass dazu gaben die drei heute schon stark verwitterten Altäre, die an der südlichen Außenwand der Kirche aufgestellt sind. Bei der archäologische Untersuchung der Filialkirche, die u. a. deren Baugeschichte genauer erkunden sollte, wurden im südwestlichen Bereich des Langhauses die Reste eines etwa 4 × 5,50 Meter breiten rechteckigen Raumes ergraben, dessen Achsenorientierung sich von den nachfolgenden Überbauungen unterschied. Seine weitere Ausdehnung nach Osten konnte wegen späterer Baustörungen nicht mehr ermittelt werden konnte. Zwischen den Mauern konnte auch ein Zerstörungshorizont mit Mörtel und Ziegelbruchstücken erkannt werden, der sich in nördlicher Richtung fortsetzte. Die Mauerreste werden heute vom Kirchenboden überdeckt. |           |

## Hinweis

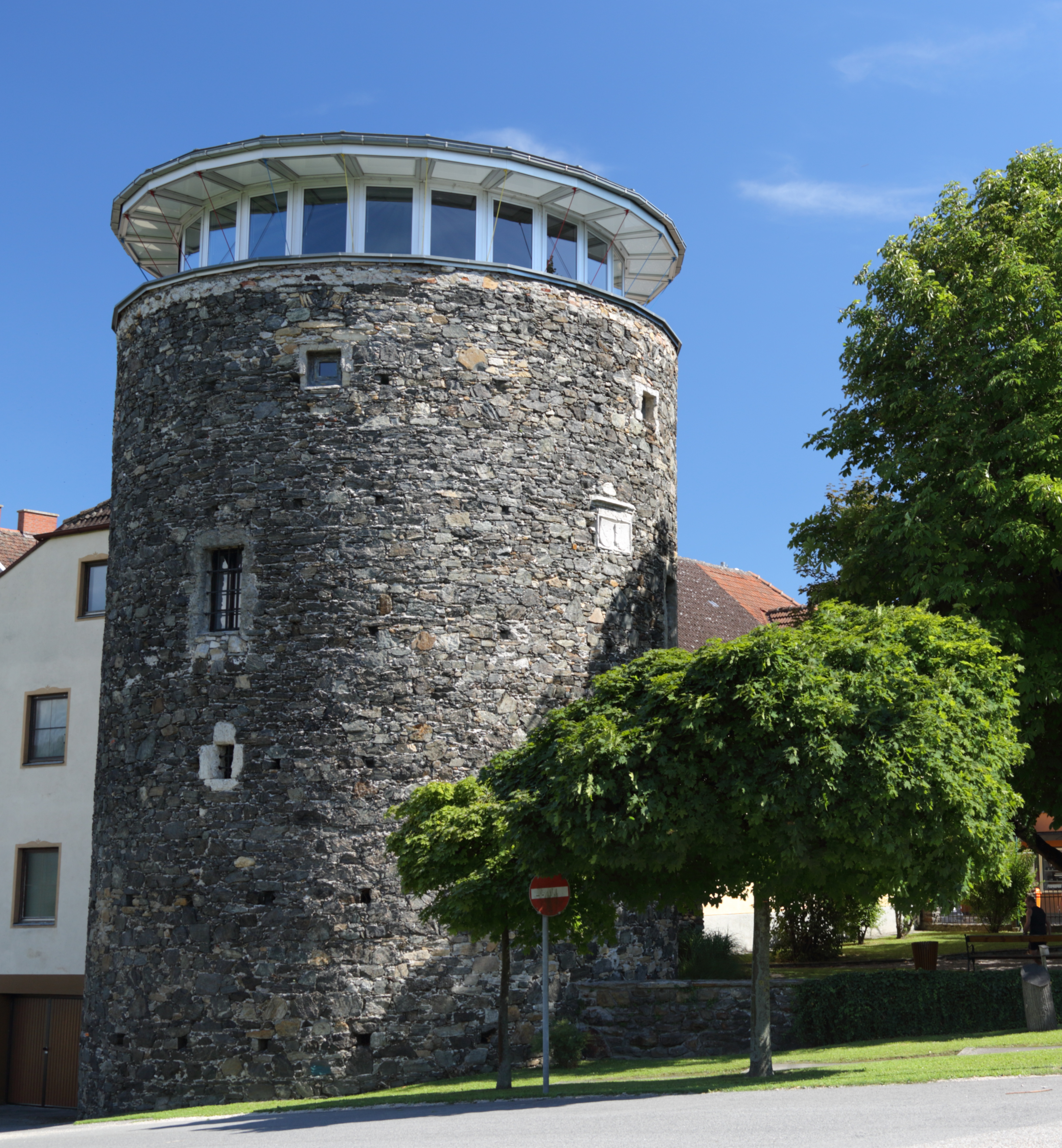
Welserturm

Der Welserturm stammt aus dem Jahr 1484, steht unmittelbar an der Donau und sicherte einst die nordwestliche Ecke der spätmittelalterlichen Befestigung. In weiterer Folge diente er auch als Niederlassung und Salzdepot für Welser Kaufleute. 1997 wurde hier das neue Stadtmuseum eingerichtet, das in einer Dauerausstellung hauptsächlich die römische Vergangenheit von Pöchlarn zum Inhalt hat. Im dreigeschossigen Turm ist die gemeinsam mit dem Bundesdenkmalamt gestaltete Dauerausstellung „Arelape – das römische Pöchlarn“ mit den neuesten Grabungsfunden der Jahre 2002/2003 auf zwei Ebenen zu besichtigen. Die Überreste des SO-Fächerturmes im Keller des Pflegezentrums können auf Anfrage werktags (ausschließlich in den Vormittagsstunden) besichtigt werden. Auch das Innere der Kirche St. Veit in Sarling ist auf vorherige Anfrage zugänglich.

## Denkmalschutz
Die Anlagen sind Bodendenkmäler im Sinne des Österreichischen Denkmalschutzgesetzes. Nachforschungen und gezieltes Sammeln von Funden ohne Genehmigung des Bundesdenkmalamtes stellen eine strafbare Handlung dar. Zufällige Funde archäologischer Objekte sowie alle in den Boden eingreifenden Maßnahmen sind dem Bundesdenkmalamt (Abteilung für Bodendenkmale) zu melden.